# Hot Action Cop
Hot Action Cop — американская рок-группа, основанная в 2001 году.
Название группы происходит от грубой клички, которое дал солист бойфренду своей бывшей подруги, когда они порвали в начале 90-х. Тот был офицером Департамента полиции города Нью-Йорка с необычной (feathery out-of-date) стрижкой.
Их песня «Fever for the Flava» была использована как саундтрек к нескольким фильмам, сериалам и шоу, прежде всего, Малкольм в центре внимания, Тайны Смолвилля и Американский пирог. Также песня появилась в видеоигре Need for Speed: Hot Pursuit 2. Клип на песню занял 49 место в списке MuchMusic «50 самых спорных видео».

## Дискография
- Nutbag EP (2002)
- Hot Action Cop (2003)
- 2009 EP (2009)
- Listen Up! (2014)

## Синглы
- Fever for the Flava

## Саундтреки к фильмам и видеоиграм
- Американский пирог («Fever for the Flava»)
- Need for Speed: Hot Pursuit 2 («Goin' Down on It» и «Fever for the Flava»)*
- The Real Cancun («Fever for The Flava»)
- Grind («Goin' Down on It» и «Fever for the Flava»)
- S.W.A.T. («Samuel L. Jackson»)
- Project Gotham Racing 2 («Don't Want Her to Stay»)